# 鄭俠
鄭俠（？—？），字介夫，号一拂居士、大庆居士，福州福清人，宋代官員。

## 生平
生于北宋庆历元年（1041年），住福清海口镇覆釜山下（今为牛宅村），治平四年（1067年）進士。歷官将作郎、秘书省校书郎、光州（今河南省潢川县）司法参军。熙宁六年（1073年）大旱，赤地千里，熙宁七年（1074年），郑侠绘《流民圖》，假称紧急边报，发马递送银台司，献给神宗，将灾民之苦归罪于新法，又上《论新法进流民图疏》稱：“去年大蝗，秋冬亢旱，以至于今。经春不雨，麦苗枯焦，菽粟麻豆，粒不及种。旬日以来，街市米价暴贵，群情忧惶，十九惧死。”並请求废除新法，神宗“反复观图，长叹数四，袖以如内。是夕寝不能寐。”下詔停止变法，史称：“民间欢叫相贺，是日，果雨”。後以罪谪汀州，又贬英州。哲宗时归还，苏轼、孙觉荐为泉州教授。有《西塘集》。
鄭御，妻林氏，生二子，长孟定公，次讓公（无嗣）。
鄭孟定，子晕，字大曜，成年后迁居西塘，
鄭暈，娶黄氏，生五子：長子修，次子俠，三子侃，四子儀，五子俊。另有四名女兒。
女婿吳敦孝、林光朝。

## 延伸阅读
[在维基数据编辑]
 《宋史·卷321》，出自脱脱《宋史》